# Johan de Witt
Johan de Witt, ovvero Jan de Witt (Dordrecht, 24 settembre 1625 – L'Aia, 20 agosto 1672), è stato un politico e matematico olandese.
Figura chiave nella politica della Repubblica delle Sette Province Unite, nel periodo che va sotto il nome di Secolo d'oro olandese. Con lo zio Cornelis de Graeff, de Witt ha dominato le istituzioni olandesi del tempo.

## Gli anni giovanili
Johan de Witt era figlio di Jacob de Witt, un influente membro della famiglia De Witt, patriziato cittadino di Dordrecht, che, nel diciassettesimo secolo, era una delle più importanti città della Provincia d'Olanda. Johan e suo fratello maggiore Cornelis de Witt crebbero in un ambiente privilegiato, in particolare per quanto riguarda l'educazione; suo padre contava infatti tra le sue migliori conoscenze molti importanti eruditi e scienziati, come Isaac Beeckman, Jacob Cats, Gerhard Vossius ed Andreas Colvius. Inoltre Jacob de Witt teneva in grande considerazione anche lo stoicismo.
Johan e Cornelis frequentarono entrambi la Scuola di latino di Dordrecht, che lasciò in loro profondamente impressi i valori dell'Antica Roma d'età repubblicana. Johan provò inoltre di essere un allievo di grande talento e intelligenza e tra le varie cose fu prescelto per recitare il ruolo di Giulio Cesare in un lavoro teatrale della scuola.

Dopo aver terminato gli studi presso la Scuola di latino a Dordrecht, Johan entrò all'Università di Leida dove rivelò una straordinaria inclinazione per la matematica e il diritto. Ricevette la laurea dall'Università di Angers nel 1645. Esercitò l'avvocatura a L'Aia presso lo studio forense di Frans van Schooten.

## La carriera politica

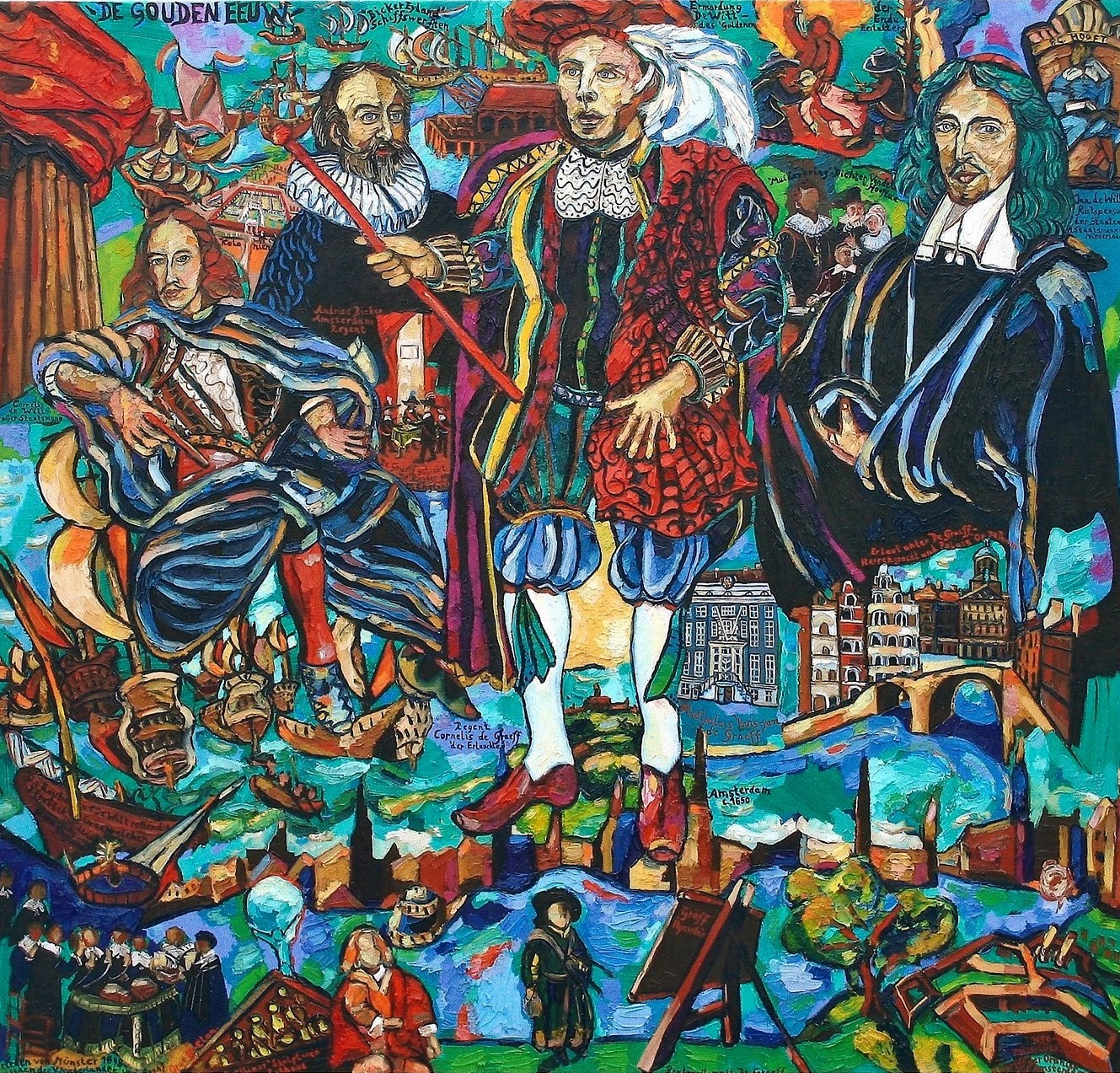
Dipinto storico "De Gouden eeuw" sulla famiglia De Graeff nel Secolo d'oro olandese. I protagonisti vengono mostrati intorno a Cornelis de Graeff (centrale) e ai suoi parenti Johan de Witt (destra), Cornelis de Witt (sinistra) e Andries Bicker (secondo da sinistra), nonché ad alcuni eventi importanti di quel tempo. (dipinto di Matthias Laurenz Gräff, 2007)

Nel 1650 fu nominato capo della delegazione di Dordrecht per gli Stati Generali delle Sette Province; nello stesso anno moriva il Principe d'Orange, mentre sua moglie Maria Enrichetta dava alla luce il figlio Guglielmo, futuro Statolder e Re d'Inghilterra, Scozia e Irlanda. Nel 1653 suo zio, Cornelis de Graeff, lo nominò Pensionario del Consiglio d'Olanda e, allo stesso tempo, l'effettivo capo del governo. Controllando la Contea d'Olanda, la più potente delle Sette Province, divenne ben presto la più importante figura politica dell'intera repubblica, posizione che gli fece ottenere la ben più prestigiosa carica di Gran Pensionario, titolo che conserverà fino alla morte.
Johan de Witt e De Graeff favorirono l'apertura di trattative di pace con l'Inghilterra al termine della Prima guerra anglo-olandese, coronate con la firma del Trattato di Westminster nel 1654. Il documento, tuttavia, conteneva una clausola segreta, l'Atto di Esclusione (Act of Seclusion), che impediva agli olandesi di nominare l'erede del defunto Guglielmo II d'Orange nuovo Statolder delle Province Unite. Questa clausola venne apposta per il deliberato volere di Cromwell, il quale riteneva che un parente in linea diretta di Carlo I, il Re d'Inghilterra processato e condannato a morte dal Parlamento, sarebbe stato contro gli interessi del Commonwealth. De Witt sembrò piegarsi al volere di Cromwell e fece tutto il possibile per impedire che qualsiasi membro della Casa d'Orange salisse al potere, spingendo alcune province ad abolire persino la carica di Statolder. Influenzato dai valori romani d'età repubblicana appresi in gioventù, egli sostenne una politica improntata alla teoria del repubblicanesimo. È noto che egli contribuì personalmente a "L'interesse dell'Olanda", un pamphlet di stampo radicale pubblicato nel 1662 dal suo sostenitore Pieter da la Court.
Nel 1660 le Province Unite, sotto la guida di De Witt, De Graeff con il figlio Pieter de Graeff e Gillis Valckenier, decisero di prendere in carico l'educazione di Guglielmo III d'Orange per assicurarsi che egli avrebbe acquisito le necessarie abilità per assolvere le future e ancora non ben determinate funzioni.

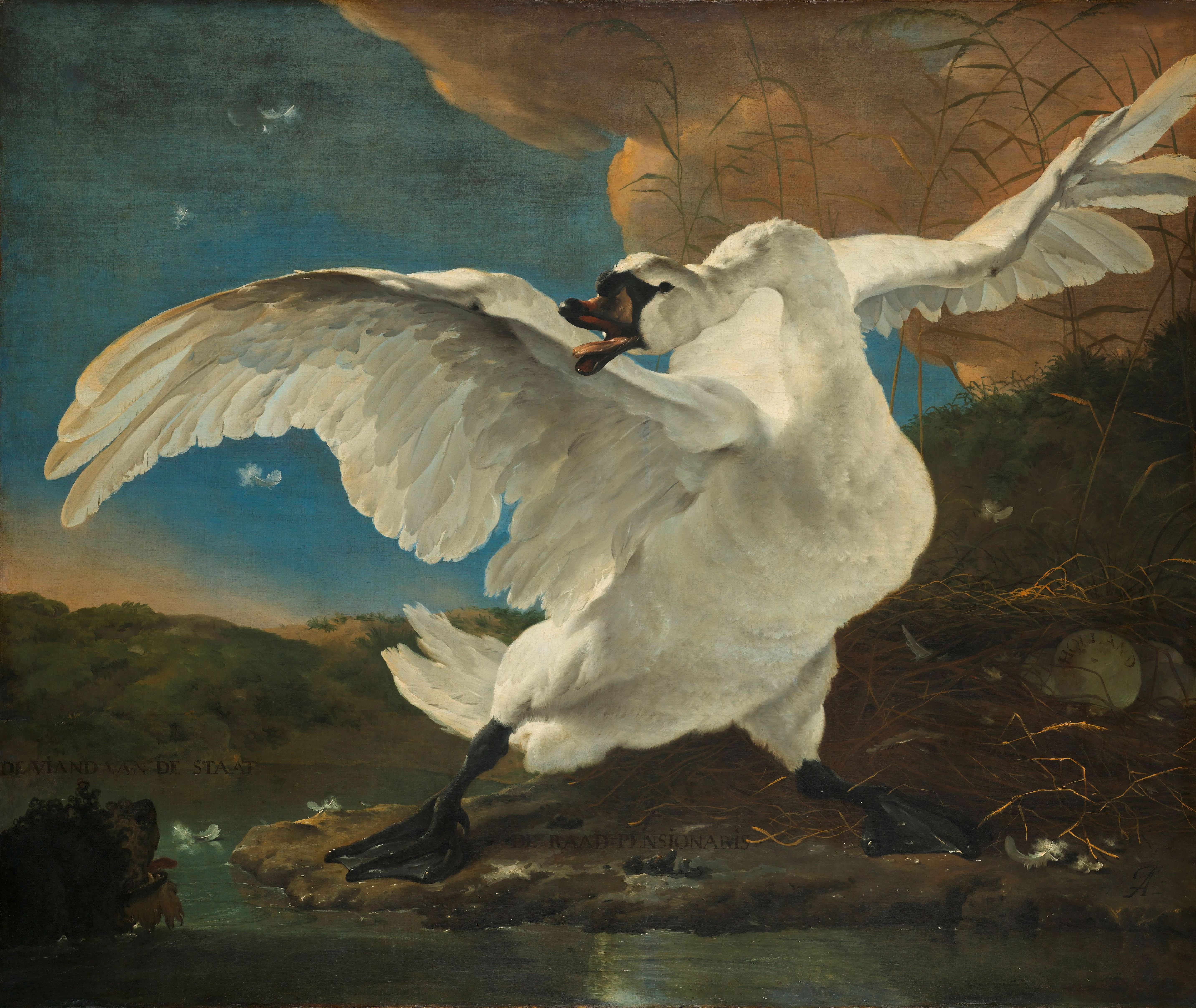
"Il cigno minacciato" di Jan Asselijn è un'allegoria di De Witt che protegge il suo paese dai nemici.

De Witt poneva le basi del suo potere sull'appoggio della ricca classe mercantile, tra le cui file si contavano molti membri della cosiddetta "Fazione degli Stati", che si opponeva all'altra potente avversaria, la "Fazione degli Orange". Questa divisione della società olandese rispecchiava anche l'antagonismo tra le due correnti all'interno del calvinismo, quella più moderata e quella conservatrice. Nel periodo che seguì la ratifica del trattato di Westminster, le Province Unite, sotto la guida di de Witt, ebbero un fiorire del commercio e dell'influenza nella politica europea. Il Gran Pensionario dispose la ricostruzione e il potenziamento dell'imponente flotta della repubblica, nominando uno dei suoi collaboratori politici, l'Ammiraglio Jacob van Wassenaer Obdam, comandante supremo della marina da guerra. In seguito De Witt strinse amicizia anche con l'Ammiraglio Michiel de Ruyter, uno dei più famosi della storia dei Paesi Bassi. 
Il 4 marzo 1665, dopo alcuni incidenti coloniali avvenuti in Africa e nelle Americhe, l'Inghilterra dichiarò guerra alle Province Unite dando inizio alla Seconda guerra anglo-olandese. La guerra andò avanti tra alterne vicende fino al 1667, quando gli olandesi riportarono la sfolgorante vittoria sul Medway, annientando la flotta inglese posta all'àncora nella rada di Chatham. Questa devastante sconfitta spinse re Carlo II ad aprire trattative di pace che si chiusero con la firma del Trattato di Breda (1667), un accordo che risultò abbastanza favorevole per le Province Unite e che segnò il trionfo della politica di de Witt.
Nello stesso 1667 De Witt, Andries de Graeff, Gaspar Fagel e Gillis Valckenier promossero l'adozione, da parte degli Stati provinciali d'Olanda,  dell'«editto eterno» (Eeuwig Edict), con il quale si provvedeva all'abolizione perpetua dello statolderato nella provincia, alla fissazione dell'incompatibilità tra la carica di capitano generale dell'Unione e quella di statolder di una qualsiasi delle province, e al trasferimento delle prerogative dello statolder d'Olanda agli Stati provinciali.

## Ilrampjaare la morte

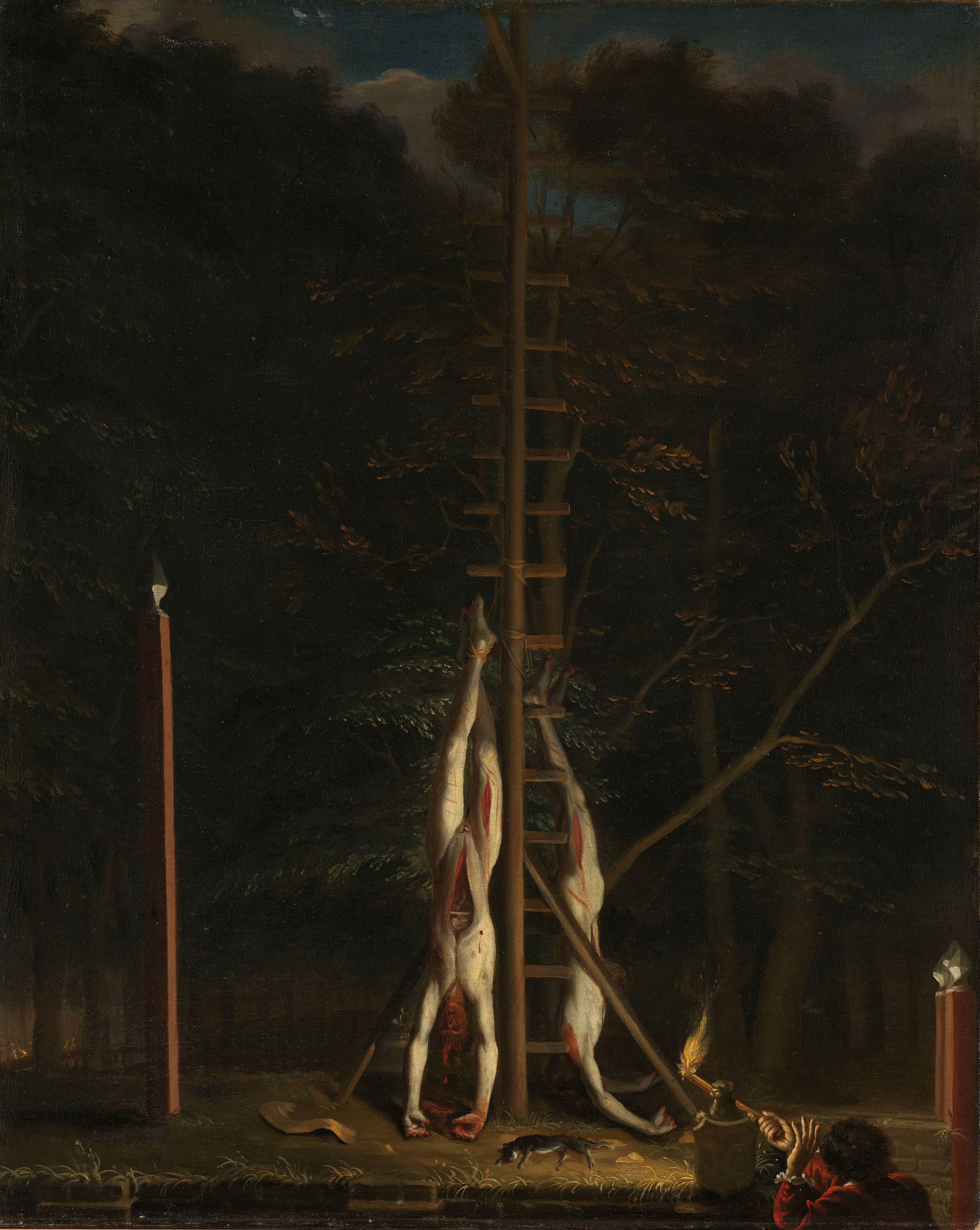
I corpi dei fratelli de Witt, dipinto di Jan de Baen

La politica francofila di de Witt, tuttavia, finì per decretare la sua fine. Nel 1672, in quello che passerà negli annali della storia olandese come il rampjaar (l'anno disastroso), e che coincide con la Terza guerra anglo-olandese, Francia e Inghilterra entrarono in guerra contro la Repubblica delle Sette Province Unite. Le armate del Re Sole invasero i territori olandesi arrivando fino a stringere d'assedio Utrecht. L'inadeguatezza e la scarsa preparazione mostrata dall'esercito olandese nel contrastare l'invasione, nonostante la straordinaria abilità strategica dell'appena ventiduenne Guglielmo d'Orange, nominato Statolder nello stesso anno, spinsero gli Orangisti a un colpo di Stato, prendendo il potere con la forza e deponendo de Witt dalla sua carica. Salvatosi da un iniziale tentativo di omicidio, fu assassinato a L'Aia da un ben organizzato linciaggio da parte della folla dopo una visita a suo fratello Cornelis, che era stato arrestato e imprigionato qualche settimana prima.
Dopo l'arrivo di Johan de Witt, la scorta di guardia alla prigione fu allontanata con un falso messaggio con l'ordine di arrestare alcuni saccheggiatori, che però non vennero mai trovati. Senza alcuna protezione dalla folla sempre più minacciosa, la sorte dei due fratelli fu segnata. Furono trascinati fuori dalle prigioni e massacrati, i loro corpi vennero sventrati e squartati per poi essere esposti pubblicamente. Si narra inoltre che i loro fegati vennero arrostiti e mangiati, e che parti dei loro corpi vennero vendute a caro prezzo come souvenir.
Gottfried Wilhelm von Leibniz, in seguito a un colloquio con Baruch Spinoza avvenuto quattro anni dopo all'Aia, annotò sul suo diario che il filosofo olandese, estimatore dello statista trucidato, gli aveva detto che «il giorno dell'orrenda uccisione dei de Witt voleva uscire di notte per andare a porre una lapide sul luogo del massacro, con sopra scritto ultimi barbarorum [traducibile come "i peggiori dei barbari", riferito agli autori del linciaggio]; ma il suo padrone di casa era poi riuscito a impedirglielo, chiudendo la porta a chiave, per timore che anch'egli fosse fatto a pezzi».

## Filmografia
L'importante ruolo di Johan de Witt nella politica olandese e il suo atroce omicidio sono stati rappresentati nel film olandese Armada - Sfida al confine del mare (2015).